# Fuente de la plaza de Santo Domingo

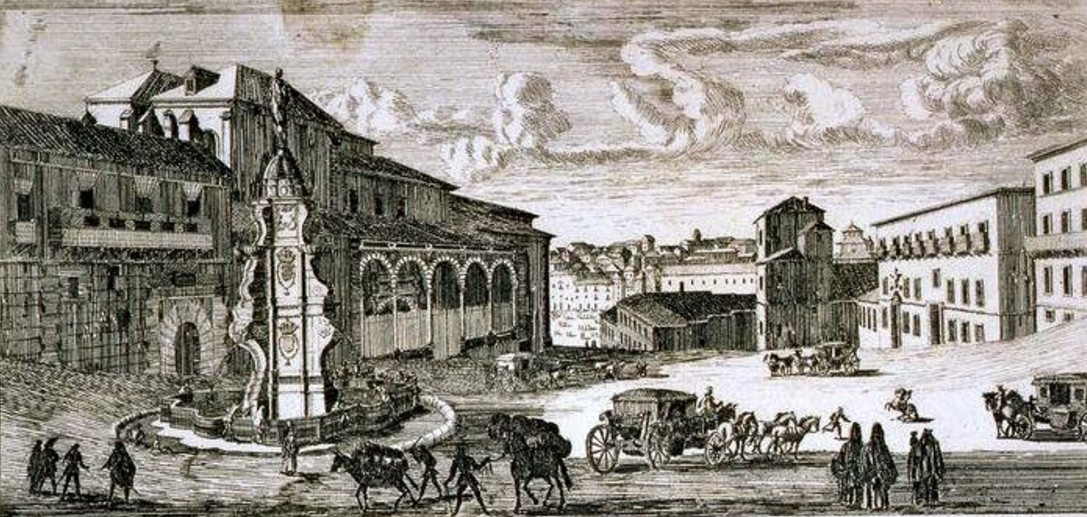
Vista de la plazuela de Santo Domingo y su fuente ornamental, en la copia de 1866 de un dibujo y grabado originales de Louis Meunier hechos hacia 1665.

La fuente de la plaza de Santo Domingo fue una fuente pública y ornamental del Madrid de los Austrias, situada ante el convento que daba nombre a la citada plazuela. Aparece en sucesivos grabados de los siglos xviii y xix, copiando el dibujo y grabado originales de Louis Meunier hechos hacia 1665.
Construida hacia 1637, reformada en el siglo xviii y conservada hasta 1865, tenía tres caños con una dotación de 4 RA abastecidos por el viaje de la Castellana y una asignación de 34 aguadores.

## Historia
La fuente aparece dibujada con el «número 34» en la lámina 8 (B3) del plano de Teixeira de 1656. Según un documento de la Junta de Fuentes del 12 de diciembre de 1634, ese año se puso en marcha el proceso de construcción, que acomete Cristóbal de Aguilera tras asegurarse del abastecimiento de la futura fuente con el caudal del «viage de la fuente Castellana». El 5 de febrero de 1635 se presenta la traza de la fuente para fabricarla en piedra, encargada al cantero Miguel de Collado por dos mil ducados. Queda concluida en 1637 y al año siguiente se le añade un cerco de piedra alrededor, a falta de la escultura que remataría el conjunto, encargada al escultor portugués Manuel Pereira, aunque solo consta que en 1940 restaurase una estatua de mármol que ya estaba en la Villa de Madrid (quizá una de las obras italianas traídas por Ludovico Turchi). En 1793 se le tuvo que poner un pilón nuevo, obra del maestro fontanero Domingo García.
Las primitivas fuentes, anteriores a la monumental del siglo xvii, son mencionadas por López de Hoyos y por Gil González Dávila. Por su parte Ponz en su Viage a España (1776), y Pascual Madoz hacia 1848, la describen en muy mal estado de conservación (“está tan destruida, que no se conoce lo que significa”, escribía Ponz sobre la diosa que la coronaba). Se calcula su demolición en el verano de 1865, tres años antes de que también fuese demolido el convento y dentro del plan de urbanización y ajardinamiento de la nueva plaza de santo Domingo, según proyecto del arquitecto Félix María Gómez. Fue fotografiada por Begué en 1864. Fernández de los Ríos en 1876 la da como desaparecida en su Guía de Madrid.

### Descripción

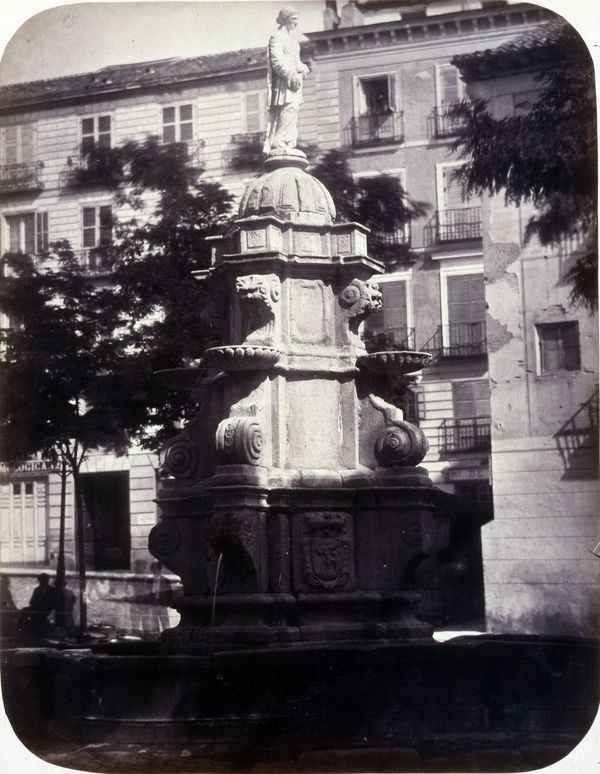
La fuente de la plaza de Santo Domingo, fotografiada por Alfonso Begué en 1864, poco antes de su desaparición.

En el recibo del pago al maestro cantero Miguel de Collado figuran detalles del monumento: cuatro escudos de armas reales y otros cuatro de armas de la Villa; cuatro tarjetas para los letreros, ocho mascarones, ocho florones y cuatro hojas en las cartelas. Tres cuerpos formaban su estructura piramidal, con base cuadrada muy quebrada y achaflanada, todo de piedra berroqueña en el centro de un pilón polilobulado. Remata el árbol una cúpula gallonada que corona una escultura clásica.